# Lista de personagens de Bakuman
Esta é uma lista de personagens de Bakuman.

## Moritaka Mashiro
Moritaka Mashiro (真城 最高, Mashiro Moritaka) é o protagonista. É um garoto desiludido com a vida, pensando que tem de seguir os passos convencionais para se tornar alguém na vida. Está no 9° ano do ginasio e tem um amor platônico por Azuki Miho, sua colega de classe. Ao voltar para casa, ele esquece seu caderno de matematica na escola e decide voltar para pegar. Lá, ele escontra Akito Takagi, outro colega de classe, sentado numa carteira segurando seu caderno. Takagi fala que o estava esperando e diz que os desenhos que Mashiro fazia eram muito bons e lhe propoe fazerem um mangá juntos. Mashiro inicialmente reluta, mas após Takagi o convencer muito, ele decide se tornar um mangaká. Seu objetivo em se tornar um mangaká se torna ainda mais uma obrigação depois que ele descobre que Azuki quer se tornar uma dubladora. Depois disso, ele e Takagi se tornam melhores amigos e parceiros de trabalho. Os dois trabalham sob o pseudônimo compartilhado "Muto Ashirogi" (亜城木 夢叶, Ashirogi Muto), onde ele atua como ilustrador. Seu apelido é Saiko (サイコー, Saikō), uma outra pronuncia do kanji de seu nome, seu mangá favorito é Ashita no Joe, Mashiro é baseado nos dois autores de Bakuman.

## Akito Takagi
Akito Takagi (高木 秋人, Takagi Akito) é outro protagonista e escritor. Takagi é um garoto popular na escola por tirar as melhores notas. Após encontrar o caderno de Mashiro e o convencer a se tornarem mangakas, Takagi acaba se tornando o melhor amigo de Mashiro. Ele tem preferências em escrever sobre histórias de mistérios, seu ponto forte.
Os dois começam a trabalhar sob o pseudônimo de compartilhado Muto Ashirogi (亜城木 夢叶, Ashirogi Muto); Takagi é às vezes chamado Shujin (シュージン, Shūjin, literalmente "prisioneiro"), que é uma soletração alternativa de seu nome.
Takagi é otimista e direto, sempre tentando ter novas idéias para um mangá e também ajudando Mashiro, principalmente quando Azuki é o assunto. Mais tarde, acaba namorando (ainda que forçado) com Miyoshi, outra garota do colegial.

## Nobuhiro Mashiro
Nobuhiro Mashiro (真城 伸宏, Mashiro  Nobuhiro) é o tio de Moritaka Mashiro, era mangaká e teve um anime chamado Superhero Legend. Apesar dos esforços, nunca conseguia ficar em primeiro lugar na Jump e se esforçava muito para conseguir. Mashiro, quando pequeno, o visitava para fazer companhia e se inspirava no tio para criar seus próprios desenhos. No entanto, por causa do esforço e excesso de trabalho, Taro acabou falecendo, deixando seu apartamento como todo o seu material de desenho. Taro, assim como Mashiro, tinha um amor platônico pela mãe de Azuki, mas eles nunca se declararam. Seu nome é uma homenagem ao mangaká Nobuhiro Watsuki, de quem, um dos autoes, Takeshi Obata foi assistente.

## Miho Azuki
Miho Azuki (亜豆 美保, Azuki Miho) é o amor de Mashiro e colega de classe. Tímida e reservada, Azuki nunca chegou a trocar palavras com Mashiro, mesmo estando na mesma classe. Ela gosta dele, mas sempre fica envergonhada ao vê-lo. Com o tempo e a ajuda de Takagi, Ela troca algumas palavras com Mashiro e revela a ele que seu sonho é ser seiyū (声優, literalmente, dubladora). Eles decidem se casar quando realizarem seus sonhos e também só irão se falar quando esse dia chegar. Porém, quando eles terminam o colegial, Azuki é transferida para outra escola. Desde então, ela e Mashiro trocam e-mails pelo celular, mas não frequentemente.

## Kaya Miyoshi
Kaya Miyoshi (見吉 香耶, Miyoshi Kaya) é a melhor amiga de Azuki e, mais tarde, namorada de Takagi. Energética e valentona, ela adora esportes, luta Karatê e Boxe e costuma bater em Takagi quando ouve uma resposta que não quer ouvir. Apesar das brigas, ela ama Takagi e aos poucos se torna menos agressiva. Dá o maior apoio para Mashiro e Takagi se tornarem mangakás e também no relacionamento entre Mashiro e Azuki. Apesar dela não gostar do meio como os dois se tratam, ela respeita a decisão de ambos. Miyoshi se oferece para ajudar sempre que precisar, mesmo limpando o estudio deles ou nos desenhos.

## Eiji Niizuma
Eiji Nizuma (新妻 エイジ, Niizuma Eiji) é um gênio que conseguiu ganhar dois prêmios da Akamaru Jump com apenas 16 anos. Apesar de sua aparência e gestos, Niizuma é um excelente desenhista e tem seus próprios métodos de desenhos, como fazer barulhos com a boca e micagens enquanto desenha, ao ritmo de musica bem alta. Quando conhece Muto Ashirogio (pseudonimo de Mashiro e Takagi), ele se torna amigo e rival dos dois. Está sempre desenhando, não importa a situação e extremamente rápido. Seu editor, Yujiro Hattori, é um tanto submisso ao comportamento de Niizuma, mas faz seu trabalho sem se preocupar muito, pois sabe que Niizuma é um gênio.

## Akira Hattori
Akira Hattori (服部 哲, Hattori Akira) é editor de Mashiro e Takagi, trabalha na Weekly Shonen Jump. Ao ver os manuscritos dos dois, percebe que ambos tem potencial e resolve ajudá-los a progredirem. Apesar de ajudá-los, ele reluta a ideia de ambos seguirem com uma serie pelo fato deles ainda estarem no colegial e isso acabar prejudicando seus estudos. Apesar disso, Mashiro e Takagi se esforçam e conseguem impressioná-lo. Tem o hábito de fumar cigarros na varanda da empresa.

## Shinta Fukuda
Shinta Fukuda (福田 真太, Fukuda Shinta) é o desenhista do one-shot Kiyoshi Knight , conhece Mashiro no estudio de Niizuma. Esta a maior parte do tempo estourado, principalmente quando fala com seu editor, Yujiro. Fukuda tem o sonho do seu name (ネーム, transl. neemu) se tornar uma serie e faz o possível para ser o numero 1. Apesar de tomar Niizuma e Mashiro como rivais, Fukuda ajuda-os nos desenhos e sobre os métodos que a jump segue. Também costuma inferiorizar Nakai, que é mais velho que ele.

## Takuro Nakai
Takuro Nakai (中井 巧朗, Nakai Takurō) é um homem de 35 anos que ajuda Niizuma no estudio. Sempre é inferiorizado por Fukuda e se deprime por não conseguir fazer seu mangá ser o numero 1. Nakai tem como ponto forte, fazer os cenários, deixando qualquer um impressionado. Apesar de estar no ramo do manga há muito tempo, ele não conseguiu desistir de seu sonho, se tornar um mangaká. Ele desabafa com Mashiro quando este vai ajudar Niizuma no seu estudio, falando sobre sua vida e porque esta deprimido. Mais tarde, resolve se juntar a Ko Aoki, uma outra desenhista que prefere escrever sobre contos de fada, mas também tem uma queda por ela.